# سیارک ۶۵۷۴
سیارک ۶۵۷۴ (به انگلیسی: 6574 Gvishiani، نامگذاری:1976QE1) شش هزار و پانصد و هفتاد و چهارمین سیارک کشف شده‌است که در ۲۶ اوت ۱۹۷۶ کشف شد.
قدر مطلق سیارک برابر ۱۱٫۵۰ است.